# الرقابة في بيلاروس
الرقابة في بيلاروس، رغم حظرها بموجب دستور البلاد، تُفرض عبر مجموعة من القوانين. تشمل هذه القوانين قانونًا يعاقب على إهانة الرئيس بالسجن لمدة تصل إلى خمس سنوات، وآخر يجعل انتقاد بيلاروس في الخارج جريمة يعاقب عليها بالسجن لمدة تصل إلى عامين.
ما تزال حرية الصحافة في بيلاروس مقيدة للغاية. تخضع وسائل الإعلام المملوكة للدولة للرئيس، وتعد المضايقات والرقابة على وسائل الإعلام المستقلة أمورًا روتينية. تُخضع الحكومة وسائل الإعلام المستقلة والأجنبية للترهيب السياسي المنهجي، خاصةً عند نشر تقارير حول تدهور الاقتصاد وانتهاكات حقوق الإنسان. يتعرض الصحفيون للمضايقة والاحتجاز بسبب تغطيتهم لمظاهرات غير مرخصة أو العمل مع وسائل إعلام غير مرخصة. قُتل العديد من الصحفيين في ظروف مشبوهة. تمارس معظم وسائل الإعلام المحلية المستقلة الرقابة الذاتية بانتظام.
صنفت منظمة مراسلون بلا حدود بيلاروس في المرتبة 154 من بين 178 دولة في مؤشر حرية الصحافة لعام 2010. في تقرير حرية الصحافة لمنظمة فريدم هاوس لعام 2011، سجلت بيلاروس 92 درجة على مقياس من 10 (الأكثر حرية) حتى 99 (الأقل حرية)، لأن نظام لوكاشينكو يحد بشكل منهجي من حرية الصحافة. وضعت هذه النتيجة بيلاروس في المرتبة التاسعة من الأسفل من بين 196 دولة مدرجة في التقرير ومنحت البلاد تصنيف «غير حرة». في عام 2021، بعد حملة تطهير استمرت لمدة عام على وسائل الإعلام المستقلة من قبل نظام لوكاشينكو، تراجعت البلاد إلى المركز 158 في تصنيف مؤشر حرية الصحافة.

## الترخيص ورقابة الدولة على وسائل الإعلام
تأسست وزارة الإعلام في بيلاروس في عام 2001 وتتولى تنظيم وسائل الإعلام في بيلاروس . تعد إجراءات الترخيص والتسجيل غامضة ومسيسة. منذ عام 2009، أصبحت جميع وسائل الإعلام، بما في ذلك المواقع الإلكترونية، بحاجة إلى ترخيص أو ستواجه الحجب. اضطر أصحاب المنشورات المستقلة إلى استخدام نطاقات الإنترنت الأجنبية. يمكن أيضًا رفض اعتماد المنافذ التي «تهدد مصالح الدولة» وإغلاقها.
في فبراير 2009، أنشأت الحكومة مجلس التنسيق العام في حيز الإعلام الجماهيري، بهدف تنسيق التفاعل بين إدارة الدولة والجمعيات العامة وغيرها من المنظمات التي تنفذ أنشطة في مجال الإعلام الجماهيري؛ وضمان التطبيق الصحيح لقوانين وسائل الإعلام والتشريعات الأخرى في مجال الإعلام؛ والنظر في المسائل والقضايا المتعلقة بتطبيق القانون على وسائل الإعلام.

## سيطرة الدولة على وسائل الإعلام الإذاعية
تحتفظ الدولة باحتكار فعلي لوسائل الإعلام المحلية، ويقتصر البث على وسائل الإعلام الحكومية على الصعيد الوطني، بالإضافة إلى فرض قيود صارمة على محتوى محطات التلفزيون والإذاعة الأصغر حجمًا. منعت الحكومة توزيع معظم الصحف المستقلة والمعارضة من خلال أنظمة البريد والأكشاك المملوكة للدولة، ما أجبر الصحف على البيع مباشرةً من غرف التحرير الخاصة بها واستخدام المتطوعين لتسليم النسخ، لكن السلطات كانت تضايق الموزعين من القطاع الخاص وتعتقلهم أحيانًا.
يُسمح لوسائل الإعلام الروسية ببث برامج تلفزيونية وبيع الصحف والقيام بأنشطة صحفية في بيلاروس (رغم طرد بعض الصحفيين الروس من قبل الحكومة البيلاروس ية)، ما يمنح بعض الأفراد، عادةً الذين يعيشون في المدن الكبيرة التي يوجد بها العديد من المقيمين الروس، حق سماع وجهات نظر بديلة باللغة الروسية (يفهم جميع البيلاروس يين تقريبًا اللغة الروسية ويتحدث معظمهم اللغة الروسية). تبث العديد من وسائل الإعلام المعارضة محتواها من الدول المجاورة لتزويد البيلاروس يين بوجهات نظر بديلة. يشمل ذلك محطة بيلسات التلفزيونية ومحطة الإذاعة الأوروبية لبيلاروس .

## اتهامات واعتداءات وتهديدات ضد الصحفيين

### العقد الثاني من القرن الواحد والعشرين
في عام 2014، بقيت البيئة الإعلامية في بيلاروس مقيدة للغاية. استُجوب أكثر من 20 صحفيًا أو حُذّروا أو غُرّموا في عام 2014 بتهمة «الإنتاج والتوزيع غير القانوني لمواد إعلامية». استُهدف العديد منهم بسبب مساهمتهم دون تصريح في وسائل الإعلام الأجنبية في بولندا وليتوانيا. رُفض تصريح بعض الصحفيين الأجانب في بطولة العالم لهوكي الجليد. أُرجع بعضهم من الحدود، وطُلب من البعض الآخر الحصول على تصريح منفصل لتغطية القضايا غير المتعلقة بالرياضة.
يمثل كل من الحجز التعسفي والاعتقالات والمضايقات التي يتعرض لها الصحفيون القاعدة العامة في بيلاروس . يستهدف تشريع مكافحة التطرف الصحافة المستقلة، بما في ذلك المواد التي تعتبر مخالفة لشرف رئيس بيلاروس . يتم ردع التقارير المستقلة بسبب التهديد بإغلاق وسائل الإعلام.
تُفرض الرقابة في بيلاروس ، رغم حظرها بموجب دستور البلاد، عبر مجموعة من القوانين. تشمل هذه القوانين قانونًا يعاقب على إهانة الرئيس بالسجن لمدة تصل إلى خمس سنوات، وآخر يجعل انتقاد بيلاروس في الخارج جريمة يعاقب عليها بالسجن لمدة تصل إلى عامين.
- اتُهم الصحفي البيلاروس ي، أندرزيه بوكزوبوت، بشكل متكرر بالتشهير ضد الرئيس منذ عام 2011. في سبتمبر 2013، أسقط المدعي العام جميع التهم لعدم كفاية الأدلة وأطلق سراحه من حكم بالسجن لمدة 3 سنوات مع وقف التنفيذ.
- في مايو 2014، تمت محاكمة زوجة المدون (البلوغر)، أليه زالنو المقيم في بابرويسك، بتهمة العنف المزعوم ضد ضابط شرطة. بعد ذلك، حُكم على ابنهما بالسجن لمدة ثلاث سنوات في مستعمرة جزائية وغرامة قدرها 5,000 دولار بتهمة العنف ضد ضابط شرطة المرور. واجه زالنو نفسه أكثر من اثنتي عشرة محاكمة، واستُدعي مرارًا وتكرارًا من قبل الشرطة، وتمت مصادرة معداته المهنية (الكاميرات) عدة مرات.
- في نوفمبر 2014، اعتقل الصحفي، ألكسندر أليسين من صحيفة بيلاروس ي إي راينوك المستقلة، من قبل لجنة أمن الدولة (كاي جي بي) ثم اتهم بالتجسس والخيانة، بعد أن كتب حول القضايا العسكرية المتعلقة بالنزاع في أوكرانيا.

### العقد الثالث من القرن الواحد والعشرين
أُبلغ عن عدة حالات لعرقلة العمل الصحفي من قبل الحكومة قبل الانتخابات الرئاسية لعام 2020. في موهيليو، ألقي القبض على الصحفي المتعاون مع إذاعة دويتشه فيله، ألياكسندر بوراكو، في 5 أغسطس، إذ اتهم بالسلوك المخل بالقانون. أفاد الصحفي الإستوني التابع لإذاعة إي إي آر، أنطون ألكسيف، أنه أُجبر على التوقف عن تصوير مقاطع فيديو لعربات السجناء في وسط مينسك، إذ هُدد بإمكانية الاعتقال. قُبض على أنطون ترافيموفيتش من إذاعة أوروبا الحرة في 15 يوليو في أثناء بثه عبر الإنترنت، وكُسر أنفه في أثناء الاعتقال؛ وبعد إطلاق سراحه بسرعة، حاول الإدلاء بشهادته حول الأضرار، لكنه اعتُقل مرة أخرى بالقرب من المستشفى. بالإضافة إلى ذلك، اعتُقل عدة صحفيين آخرين أكثر من مرة خلال الحملة الانتخابية. في 20 يوليو، أشارت التقديرات إلى اعتقال أكثر من 40 صحفيًا في بيلاروس خلال الشهرين السابقين.